# Dictature militaire du Suriname
La dictature militaire du Suriname est une dictature militaire qui s'étend de 1980 à 1991. Elle démarre par un coup d'État le 25 février 1980, qui renverse le gouvernement Henck Arron. Ce coup d'état est mené par un groupe 16 sergents mené par Desi Bouterse. Johan Ferrier, le président du Suriname, refusa de reconnaître le nouveau gouvernement et nomma Henk Chin A Sen, du Parti national républicain, à la place. Un second coup d’État suivit cinq mois plus tard, à l’occasion duquel l’armée remplaça Ferrier par Chin A Sen. La population civile accueillit favorablement ces changements-là. Elle espérait ainsi voir un terme à la corruption et une amélioration du niveau de vie en dépit de l’interdiction des partis d’opposition par le nouveau régime. Il devint en effet de plus en plus dictatorial. La dictature militaire supprimant la pluralisme politique, la liberté de la presse, imposant un couvre-feu, etc. Les Pays-Bas reconnurent le nouveau gouvernement mais les relations diplomatiques entre les deux pays prirent fin lorsque 15 membres de l’opposition furent exécutés par l’armée le 8 décembre 1982 à Fort Zeelandia. Les États-Unis et les Pays-Bas cessèrent leur aide au Suriname.
L’interdiction des partis politiques fut levée en 1985. De là, les citoyens du Suriname s’attelèrent à la rédaction d’une nouvelle Constitution. L’année suivante vit l’éclosion d’un mouvement rebelle des descendants des noirs marrons. Menés par Ronnie Brunswijk, ils se faisaient appeler le commando de la jungle ou Jungle Commando. Le gouvernement Bouterse réprima brutalement cette insurrection en saccageant et en brûlant des villages. C'est la guerre civile du Suriname. De nombreux marrons fuirent alors vers la Guyane.
Des élections eurent lieu en novembre 1987, qui virent le Front pour la démocratie et le développement, coalition anti-Bouterse, remporter 40 puis 51 sièges. Les Pays-Bas reprirent leur aide financière l’année suivante. Des tensions apparurent cependant rapidement entre Bouterse et le président de l’Assemblée, Ramsewak Shankar. Ce dernier fut renversé par un coup d'État mené par Bouterse le 24 décembre 1990. Un nouveau gouvernement soutenu par l’armée prit alors le pouvoir, avec Johan Kraag comme président.
De nouvelles élections eurent lieu le 25 mai 1991. La coalition de Ronald Venetiaan remporta trente sièges, le parti de Bouterse, douze sièges et l’Alternative démocratique, neuf. Venetiaan fut désigné président et l’année suivante, un traité de paix conclu avec le commando de la jungle mit fin à la rébellion marron.